# Римська Галлія
Римська Галлія (фр. Gaule romaine) — велика провінція, що входила до складу  Римської імперії в I ст до н. е. — V ст. н. е. Була створена римським державним апаратом на місці історичної області Галлія після 58 р. до н. е., після великих завоювань римського полководця  Юлія Цезаря.
На півдні межувала з Іспанією, на південному сході —  Італією, на сході з Германією. З півночі, від нескорених римлянами кельтських племен Римську Галлію захищала  Британія. Після відходу римлян з Британії близько 406 року рубежі Галлії піддаються навалі германських племен. Галлія дістала назву від імені одного з найбільших кельтських племен (галли), які населяли великий регіон до і почасти після підкорення його Римом. У народній етимології  романських народів етнонім Galli було пов'язане з лат. gallus («півень»), який і став національним символом Галлії, а потім і сучасної Франції, яка включає більшу частину території колишньої Римської Галлії і фактично є її культурно-мовною спадкоємицею.

## Розвиток Галлії в римську епоху
До римського завоювання Галлія являла собою нечітку географічну область, населену розрізненими кельтськими племенами, що знаходяться на стадії первісного ладу. Після римського завоювання почалася посилена (хоча не до кінця завершена через велику площу) централізація Галлії, а також її інтенсивна колонізація римськими поселенцями з Італії. Вся провінція (а не тільки район Массілії / Марселя) виявилася активно залучена в торгівлю з середземноморським регіоном, отримали розвиток товарно-грошові відносини, була побудована мережа шляхів, що з'єднала околиці провінції з великими містами і Римом. На відміну від кельтів, на перетині торгових шляхів і в районах виходу джерел римляни зводили міські поселення, з часом досягли значних розмірів. Міста мали вулиці, будівлі, акведуки і амфітеатри. Столицею Галлії став античний Лугдунум (суч. Ліон).

## Адміністративний поділ

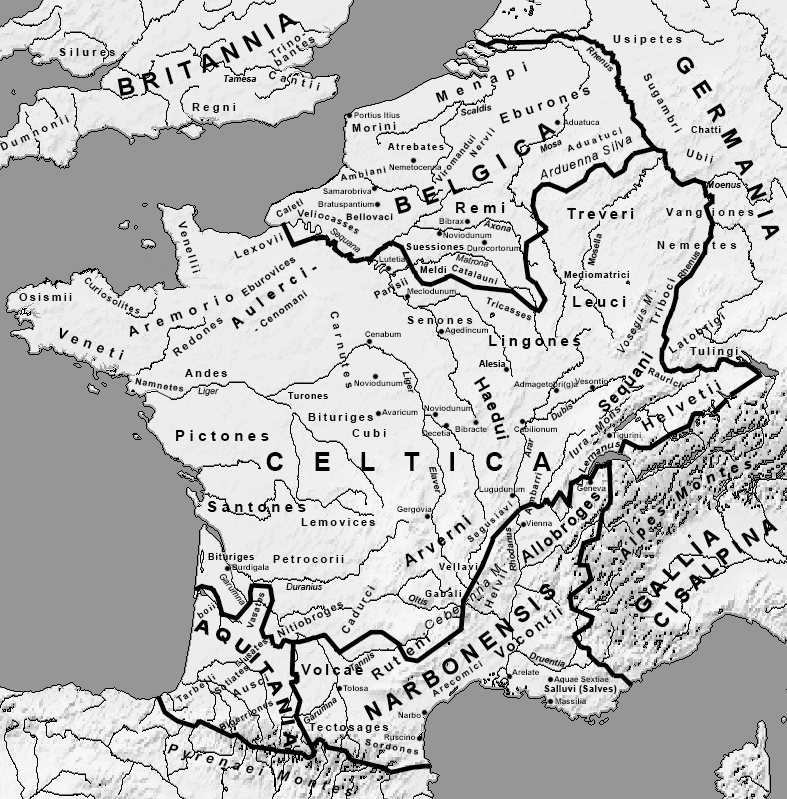
сучасна історична карта, з зображенням Галлії (58)

Попри те, що при римлянах Галлія вперше отримала формальну політико-адміністративну єдність, економіко-соціальні відмінності між її регіонами зберігалися. Багато в чому вони були зумовлені відмінностями в рельєфі і кліматі. Римська влада це чудово усвідомлювала, розділивши Римську Галлію на кілька одиниць дрібнішого адміністративного порядку.
До речі, під словом «Галлія» у ранній римській державі мали на увазі дві території, населені кельтами: Цізальпійську Галлію і Трансальпійську Галлію. Цізальпійська Галлія знаходилася на півночі Італії (нинішня Паданська низовина і південні передгір'я Альп), з неї кельти були витіснені рано, а землі заселені римлянами і італіками. Цізальпійська Галлія з часом стала невід'ємною частиною Італії, хоча її романські діалекти зберегли близькість до трансальпійських завдяки спільному кельтському субстрату.

## Романізація
Трансальпійська Галлія, тобто розташована за Альпами, приблизно збігалася з нинішньою Францією. Антична романізація почалася і за Альпами, але набагато пізніше. Процес романізації почався з півдня країни, просуваючись вгору по долині р. Рона, а потім торкнувся і більш північні області (Валлонія). Тим не менш, потужний кельтський субстрат в Галлії зберігався досить довго. Навіть через сторіччя після завоювання римлянами галли складали переважну більшість сільського населення в центрі і на півночі країни. Лише у великих містах і на південному узбережжі жило багато римлян за походженням. Набули поширення і змішані сім'ї (римляни, кельти, греки, бербери та ін.) Та й наприкінці III століття в околицях Ліона зберігалися кельтські поселення, де неможливо було спілкуватися без перекладача. І все ж після едикту імператора Каракалли 212 року римське громадянство отримали всі жителі імперії, в тому числі і Галлії, незалежно від національності. Це прискорило процес переходу на латинську мову, яка до того ж, на відміну від кельтських мов, мала добре розвинену писемність. Згодом нащадки галлів не тільки стали називати себе римлянами, а й втратили свою мову, повністю перейшовши на вульгарну латину. До кінця римського періоду в Галлії проживало за різними оцінками від 10 до 12 млн жителів, більшість з яких склали галло-римляни, які сповідують християнство і розмовляють латинською мовою.